# Chained
Pour plus de détails, voir Fiche technique et Distribution.
Chained est un film d'horreur américain coécrit et réalisé par Jennifer Chambers Lynch sorti en 2012.

## Synopsis
Une femme (Ormond) et son jeune fils sont enlevés par un chauffeur de taxi (D'Onofrio), qui s'avère être un tueur en série. Durant plusieurs années, il séquestre le jeune garçon.

## Fiche technique
- Titre original : Chained
- Titre français :
- Titre québécois  :
- Réalisation : Jennifer Chambers Lynch
- Scénario : Jennifer Chambers Lynch et Damian O'Donnell
- Direction artistique : Sara McCudden
- Décors :
- Costumes : Brenda Shenher
- Photographie : Shane Daly
- Son : Carl Grana et Chris Reynolds
- Montage : Daryl K. Davis et Chris A. Peterson
- Musique : Climax Golden Twins
- Production : Craig Anderson, Rhonda Baker, David Buelow et Lee Nelson
- Société(s) de production : Envision Media Arts, Myriad Pictures et RGB Productions
- Société(s) de distribution :  Anchor Bay Films
- Budget :
- Pays d’origine :  États-Unis
- Langue : Anglais
- Format : Couleurs - 35mm - 2.35:1 - Son Dolby numérique
- Genre : Film d'horreur
- Durée : 108 minutes
- Dates de sortie :
- Espagne : 9 octobre 2012 (Festival international du film de Catalogne)

## Distribution
- Vincent D'Onofrio : Bob
- Eamon Farren : « Rabbit »
- Evan Bird : « Rabbit » jeune
- Julia Ormond : Sarah Fittler
- Gina Philips : Marie Fittler
- Jake Weber : Brad Fittler

## Distinctions

### Nominations
- 1 nomination